# Manasseh Sogavare
Manasseh Damukana Sogavare (Popondetta, 1955. január 14. –) a Salamon-szigetek miniszterelnöke 2019. április 24. óta. A miniszterelnöki hivatalt korábban már három alkalommal töltötte be: 2000 és 2001, 2006 és 2007, valamint 2014 és 2017 között. Mielőtt miniszterelnök lett, Sogavare 1997 óta a nemzeti parlamentben képviselte Kelet-Choiseult.

## Élete
1955 január 17-én Choiseul tartományban született. 1974-ben elhagyta az iskolát és rövidesen a pénzügyminisztériumban helyezkedett el. Minisztériumi karrierje egészen 1994-ig fejlődött, ekkorra a belföldi bevételekért felelős szervezeti egység vezetője lett. 1994-ben azonban több kérdésben szembe került az aktuális kormánnyal, ezért lemondott hivataláról és tanulmányokat kezdett a Dél-csendes-óceáni Egyetemen, a Fidzsi-szigetek fővárosában. Tanulmányainak 1997-es befejezése után hazatért és több állami hivatali feladatot is ellátott: ismét a pénzügyminisztérium belföldi bevételekért felelős vezetőjeként dolgozott, a Salamon-szigeteki Nemzeti Bank elnöke, illetve a Solomon Islands National Provident Fund elnöke volt.
1997-ben Kelet-Choiseul parlamenti képviselőjévé választották és az Ulufa'alu kormány pénzügyminisztere lett. 1999-ben kikerült a kormányból és hamarosan az ellenzék vezetője lett.

### Első miniszterelnöksége
Először 2000. június 30-án lett a szigetország miniszterelnöke, azt követően, hogy az országban polgárháború tört ki, amelyek során a felkelők elfoglalták a fővárost, Honiarát, túszul ejtették és lemondásra kényszerítették az ország előző miniszterelnökét Bartholomew Ulufa'alut. Miniszterelnökké választására – a zavaros helyzet miatt – a fővárosnál horgonyzó ausztrál HMAS Tobruk hadihajó fedélzetén került sor. Miniszterelnöksége idején sikerült a belpolitikai helyzetet stabilizálni, a szemben álló felek békét kötöttek. Az ezt követő választásokon azonban egyik párt sem tudott többséget szerezni. Tárgyalások kezdődtek, amelyekből Sogavare korábbi miniszterelnök-helyettese, az általa korrupciós vádak miatt menesztett Allan Kemakeza került ki győztesen. Kemakeza 2001. december 17-én váltotta a miniszterelnöki poszton Sogavarét.

### Második miniszterelnöksége
Allan Kemakeza utódjául 2006-ban Snyder Rini-t választotta meg a parlament, de Rini megválasztása zavargásokhoz és a főváros kínai negyede elleni támadásokhoz vezetett, mivel a tüntetők kínai befolyást és beavatkozást sejtettek a miniszterelnök megválasztása mögött. Rini nyolc nap után távozni kényszerült. Május 4-én a miniszterelnök személyét eldöntő parlamenti szavazáson, Sogavare 28-22-es győzelmet aratott a kormány jelöltjével, Fred Fonóval szemben így ismét ő került a miniszterelnöki posztra.
Miniszterelnökként összetűzésbe került a szigetországban békefenntartó tevékenységet végző Ausztráliával (2006 szeptemberében a Salamon szigetek ki is utasította az ausztrál nagykövetet). Sogavare megítélésén sokat rontott stílusa és külpolitikája, így 2007 december 13-án elvesztett egy bizalmatlansági szavazást a parlamentben. December 20-án Derek Sikua váltotta a miniszterelnöki poszton.

### Harmadik miniszterelnöksége
2014 decemberében 31-19 arányban győzött a parlamenti szavazáson Jeremiah Manele ellenében. Miniszterelnökségének egyik célkitűzése volt, hogy véget vessen a 2003-óta működő és általa nemkívánatos beavatkozásnak tartott Regional Assistance Mission to Solomon Islands (RAMSI) elnevezésű békefenntartó missziónak, aminek keretében 14 ország, legnagyobb számban Ausztrália küldött békefenntartókat a Salamon-szegetekre. A misszió 2017 júniusában véget ért, és a szigetország új védelmi megállapodást kötött Ausztráliával arra az esetre, ha újabb zavargások törnek ki.
Sogavare majdnem kitöltötte mandátumát, de 2017 novemberében elveszített egy bizalmatlansági szavazást a parlamentben. Utódja Rick Houenipwela lett.

### Negyedik miniszterelnöksége
2019. április 24-én a szavazatok több mint felével a honiarai parlament ismét miniszterelnökké választotta. A választás ellentmondásos volt, mivel egy bíróság éppen a szavazás megkezdése előtt határozatban tiltotta el Sogavarét a miniszterelnökségtől. Sogavare újraválasztása után erőszakos zavargások törtek ki Honiarában, ami miatt az üzletek és az állami hivatalok bezárásra kényszerültek. Ezen kívül a zavargók kárt tettek a Pacific Casino Hotelben, amelyet Sogavare kampánya központként használt.